# NGC 944
NGC 944 (również IC 228 lub PGC 9300) – galaktyka spiralna (S0-a), znajdująca się w gwiazdozbiorze Wieloryba. Odkrył ją Francis Leavenworth 1 stycznia 1886 roku.